# Arija
Arija (italijansko aria - napev) je večdelni solistični spev z inštrumentalno spremljavo; lahko je samostojna koncertna arija ali pa je temeljna sestavina opere, oratorija ali kantate.
Arija se je v glasbi pojavila v 14. stoletju. V baroku se je pojavila da capo arija (oblika a-b-a). Kot taka je prešla tudi v cerkveno glasbo. 
Skozi stoletja se je iz enostavne melodije razvila do zelo strukturirane oblike.
Poznamo enako tako dvorno arijo katera je nastala v Franciji. Ima kitično obliko in gre za uglasbitev lirskega besedila . Spremlja jo pa akordski inštrument. (Lutnja ali čembalo) ali dude